# 南尤特 (科羅拉多州)
南尤特（英語：Southern Ute）是位於美國科羅拉多州拉普拉塔縣的一個人口普查指定地區。

## 地理
南尤特的座標為37°04′30″N 107°35′36″W / 37.07500°N 107.59333°W，而該地最高點為海拔高度1526米（即5007英尺）。

## 人口
根據2010年美國人口普查的數據，南尤特的面積為3.50平方千米，均為陸地。當地共有人口177人，而人口密度為每平方千米50人。